# 白坂聡
白坂 聡（しらさか さとし、1980年9月12日 - ）は、JRA・栗東トレーニングセンターの角田晃一厩舎に所属する元騎手の調教助手。滋賀県出身。身長158.2cm、体重46.6kg、血液型A型。父は元騎手で現在は白井寿昭厩舎所属の白坂宗治調教助手である。

## 来歴
1999年、第15期生としてJRA競馬学校騎手課程を卒業し騎手免許を取得する。同期には北村宏司、高田潤、武英智らがいる。デビュー時は鹿戸幸治厩舎所属だった。3月6日、JRA初騎乗となった中京競馬場での第1レースでは、11番人気だったリードフラッパーに騎乗し14着。3月21日、阪神競馬場での第3レースに3番人気で出走したアラームコールで勝利しJRA初勝利を挙げる。ちなみにこの勝利は関西所属の新人騎手の中で一番早い初勝利となった。7月20日、地方競馬での初騎乗。8月1日には、障害レース初騎乗で3着。重賞初騎乗となった京都ハイジャンプでは、落馬し競走中止となる。デビュー年は280戦21勝という成績だった。
2000年、全日本新人王争覇戦に出場する。7月1日に重賞馬のヒサコーボンバーで障害4歳上オープンを制し障害レース初勝利を挙げ、7月24日には地方競馬での初勝利を挙げる。
2002年、フリーとなる。
2004年、1月9日付けで柴田政見厩舎所属となるも、6月9日付けで再びフリーとなる。
2006年、4月21日付けで父の所属する白井寿昭厩舎所属となる。
2007年、4月21日付けで再びフリーとなるも、7月3日付けで岡田稲男厩舎所属となる。
2008年、1月1日付けで須貝彦三厩舎所属となる。
2009年、4月30日付けで騎手を引退。今後は須貝彦三厩舎で調教助手となる。
2011年、3月1日付けで角田晃一厩舎所属となる。

## 人物
- 減量騎手時代の3年間に47勝を挙げたもの、減量がなくなってからは勝数が伸び悩んでいた。

## 主な騎乗馬
- ヒサコーボンバー（1勝、阪神ジャンプステークス、小倉サマージャンプを制した馬だった）